# Santa Catarina do Fogo kommun
Concelho de Santa Catarina do Fogo är en kommun i Kap Verde. Den ligger i den södra delen av landet, 90 km väster om huvudstaden Praia. Antalet invånare är 5 299. Arean är 153 kvadratkilometer. Concelho de Santa Catarina do Fogo ligger på ön Fogo Island. Concelho de Santa Catarina do Fogo gränsar till Concelho do São Filipe och Concelho dos Mosteiros. 
Terrängen i Concelho de Santa Catarina do Fogo är bergig åt nordväst, men åt sydost är den kuperad.
Följande samhällen finns i Concelho de Santa Catarina do Fogo:
- Cova Figueira